# Nederlands kampioenschap beachvolleybal

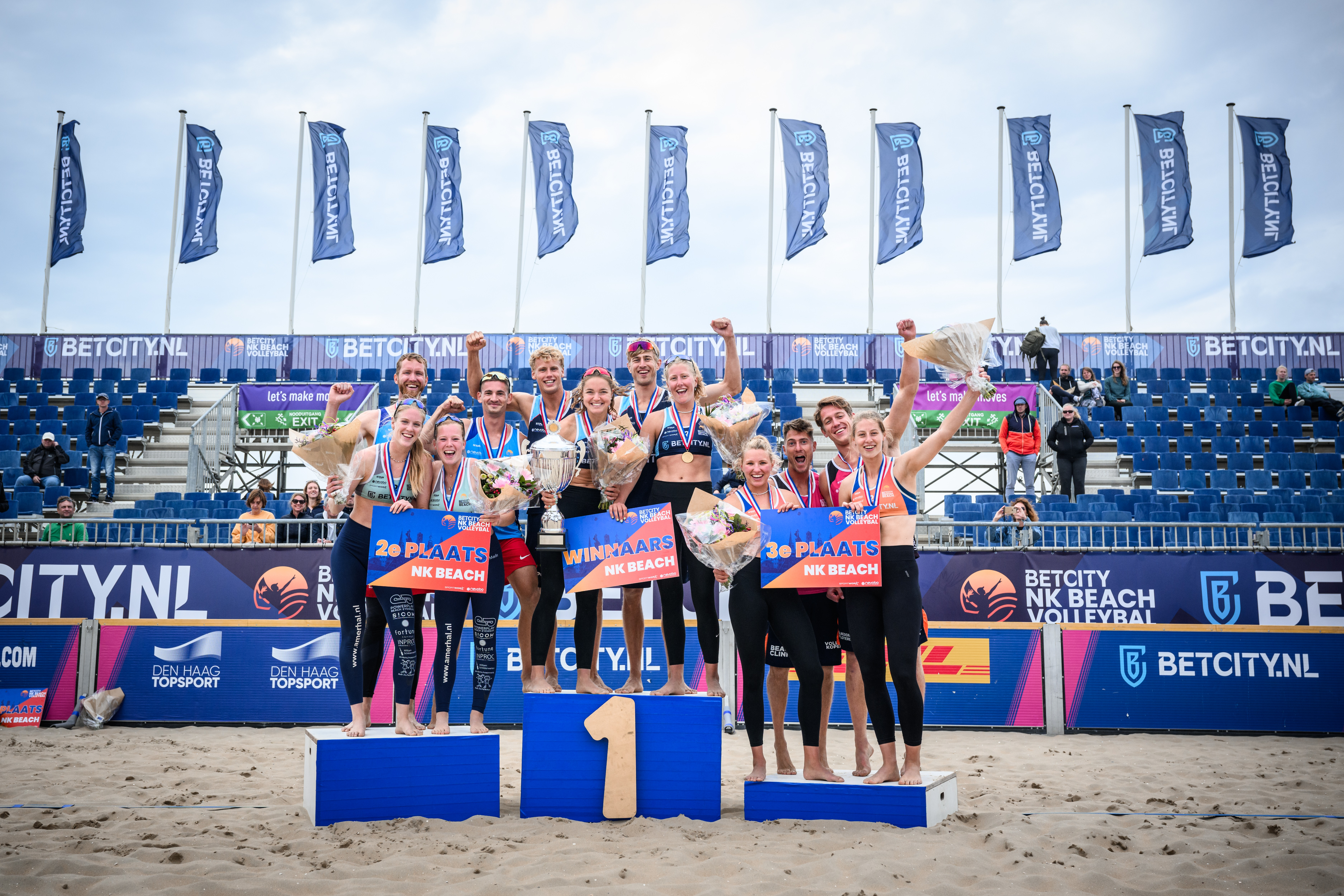
Het podium van het NK Beachvolleybal 2023 met de kampioenen Emi van Driel en Brecht Piersma (vrouwen) en Sam van der Loo en Steven van de Velde (mannen).

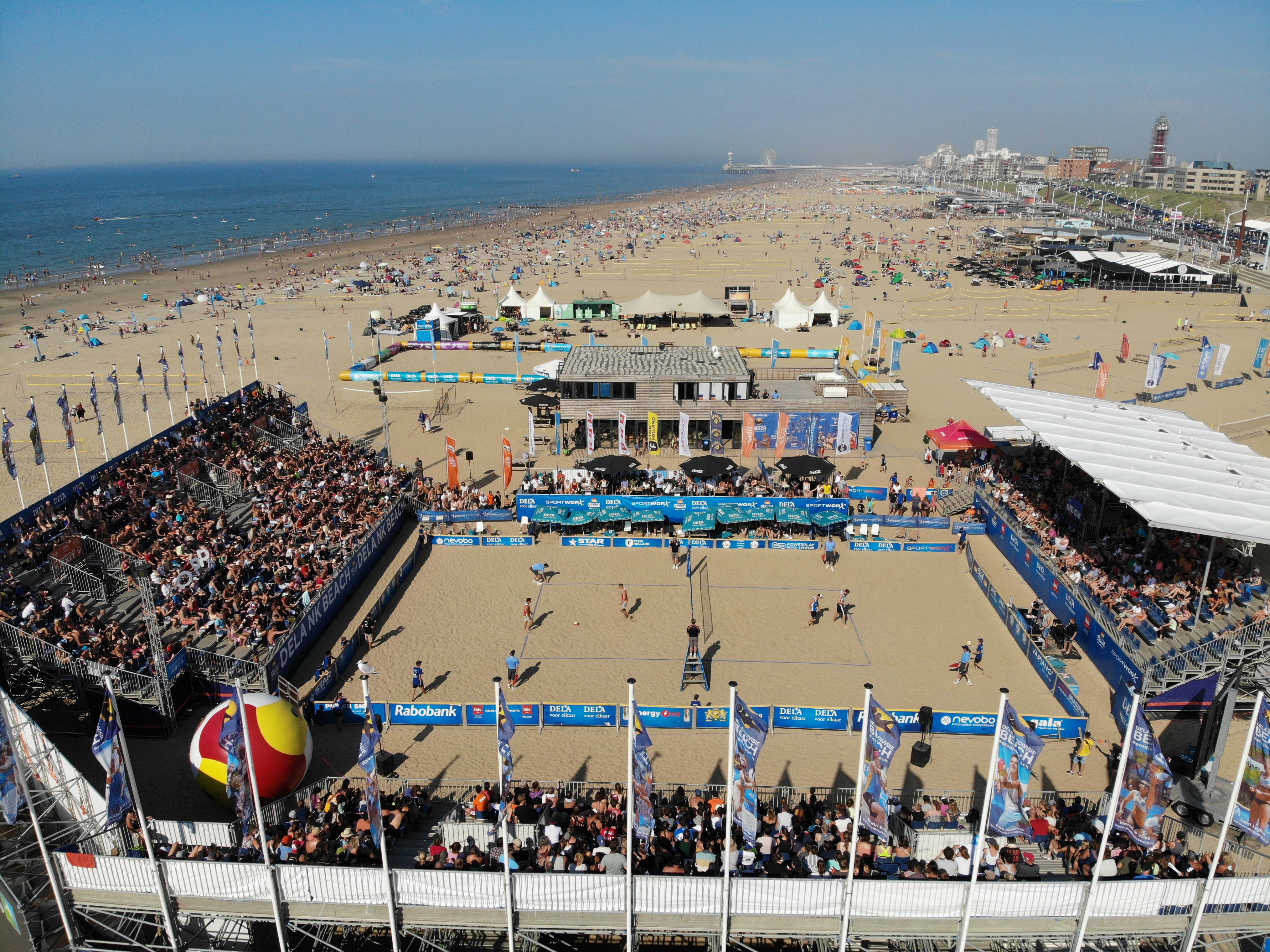
Het The Hague Beach Stadium in Scheveningen waar sinds 2006 het NK Beachvolleybal plaatsvindt.

Het Nederlands kampioenschap beachvolleybal wordt sinds 1989 jaarlijks georganiseerd door de Nederlandse Volleybalbond (Nevobo).
De regerend Nederlands kampioenen zijn bij de vrouwen Raïsa Schoon en Katja Stam, die de titel op zondag 30 augustus 2024 voor de derde maal wonnen, in drie set van Kirsten Bröring en Emi van Driel. Bij de mannen wonnen Stefan Boermans en Yorick de Groot hun finale van Steven van de Velde en Matthew Immers die voor het eerst als team deelnamen. 
Het meest succesvolle duo uit de 35 edities was bij de vrouwen Rebekka Kadijk en Deborah Schoon, met vier gouden medailles van 1997 t/m 2000. Dit duo vertegenwoordigde Nederland ook bij de Olympische Spelen van 2000 in Sydney, en behaalde een zilveren (1998) en bronzen (2000) medaille op de Europese Kampioenschappen.
Bij de mannen zijn Reinder Nummerdor en Richard Schuil het meest succesvolle duo op het NK Beachvolleybal, zij wonnen vijf keer goud (2007 t/m 2011). In 2008 vertegenwoordigden zij Nederland tijdens de Olympische Spelen van in Beijing. In 2008, 2009 en 2010 werd het duo driemaal op rij Europees Kampioen.

## Medaillewinnaars vrouwen
| Jaar | · Goud                                       | · Zilver                                    | · Brons                                                            |
| ---- | -------------------------------------------- | ------------------------------------------- | ------------------------------------------------------------------ |
| 2024 | Raïsa Schoon / Katja Stam (S1)               | Kirsten Bröring / Emi van Driel (S2)        | Lisa Luini / Desy Poiesz (S3)                                      |
| 2023 | Emi van Driel / Brecht Piersma (S2)          | Lisa Luini / Serena van der Made (S5)       | Wies Bekhuis / Kirsten Bröring (S3)                                |
| 2022 | Wies Bekhuis / Brecht Piersma (S1)           | Iris Reinders / Desi Poiesz (S2)            | Elin Hoonhout / Julia Hodl (S12)                                   |
| 2021 | Raïsa Schoon / Katja Stam (S1)               | Emi van Driel / Mexime van Driel (S2)       | Esmee Priem / Iris Reinders (S4)                                   |
| 2020 | Raïsa Schoon / Katja Stam (S3)               | Sanne Keizer / Madelein Meppelink (S1)      | Marleen van Iersel / Jantine van der Vlist (S2)                    |
| 2019 | Emma Piersma / Pleun Ypma (S3)               | Marleen Ramond-van Iersel / Joy Stubbe (S1) | Katja Stam / Julia Wouters (S2)                                    |
| 2018 | Marleen Ramond-van Iersel / Joy Stubbe (S2)  | Laura Bloem / Jolien Sinnema (S3)           | Sophie van Gestel / Marloes Wesselink (S6)                         |
| 2017 | Sophie van Gestel / Madelein Meppelink (S1)  | Jolien Sinnema / Joy Stubbe                 | Sanne Keizer (S2) / Marleen Ramond-van Iersel (S3)                 |
| 2016 | Nika Daalderop / Joy Stubbe (S2)             | Rimke Braakman / Jolien Sinnema (S1)        | Emi van Driel / Raïsa Schoon (S3)                                  |
| 2015 | Daniëlle Remmers / Michelle Stiekema (S1)    | Laura Bloem / Marloes Wesselink (S21)       | Nika Daalderop / Joy Stubbe (S8)                                   |
| 2014 | Marleen van Iersel / Madelein Meppelink (S1) | Laura Bloem / Marloes Wesselink (S2)        | Sophie van Gestel / Sanne Keizer (S12)                             |
| 2013 | Marleen van Iersel / Sanne Keizer (S2)       | Rimke Braakman / Jantine van der Vlist (S4) | Michelle Stiekema / Marloes Wesselink (S3)                         |
| 2012 | Sophie van Gestel / Madelein Meppelink (S1)  | Daniëlle Remmers / Nienke de Waard (S3)     | Merel Mooren / Jantine van der Vlist (S9)                          |
| 2011 | Rimke Braakman / Michelle Stiekema (S2)      | Daniëlle Remmers / Marloes Wesselink (S7)   | Rebekka Kadijk / Merel Mooren (S4)                                 |
| 2010 | Marleen van Iersel / Sanne Keizer (S1)       | Madelein Meppelink / Marloes Wesselink (S2) | Roos van der Hoeven / Jantine van der Vlist (S3)                   |
| 2009 | Marleen van Iersel / Sanne Keizer (S1)       | Daniëlle Remmers / Michelle Stiekema (S3)   | Madelein Meppelink / Margo Wiltens (S4)                            |
| 2008 | Sanne Keizer / Mered de Vries (S2)           | Sophie van Gestel / Daniëlle Remmers (S3)   | Madelein Meppelink / Margo Wiltens (S4)                            |
| 2007 | Marleen van Iersel / Marloes Wesselink       | Sanne Keizer / Mered de Vries               | Daniëlle Remmers / Michelle Stiekema                               |
| 2006 | Rebekka Kadijk / Merel Mooren                | Sanne Keizer / Marrit Leenstra              | Patricia Labee / Mered de Vries                                    |
| 2005 | Rebekka Kadijk / Merel Mooren                | Sanne Keizer / Marrit Leenstra              | Patricia Labee / Mered de Vries                                    |
| 2004 | Rebekka Kadijk / Marrit Leenstra             | Sanne Keizer / Merel Mooren                 | Mered de Vries / Marloes Wesselink                                 |
| 2003 | Sanne Keizer / Merel Mooren                  | Rebekka Kadijk / Marrit Leenstra            | Jettie Fokkens / Mered de Vries                                    |
| 2002 | Rebekka Kadijk / Marrit Leenstra             | Pauline Maurice / Lisette van de Ven        | Merel Mooren / Mered de Vries                                      |
| 2001 | Rebekka Kadijk / Marrit Leenstra             | Vera Koenen / Mareille te Winkel            | Elske van Diepen / Marian Schans                                   |
| 2000 | Rebekka Kadijk / Debora Schoon-Kadijk        | Pauline Maurice / Lisette van de Ven        | Vera Koenen / Mareille te Winkel                                   |
| 1999 | Rebekka Kadijk / Debora Schoon-Kadijk        | Pauline Maurice / Lisette van de Ven        | Karen de Lange / Mareille te Winkel                                |
| 1998 | Rebekka Kadijk / Debora Schoon-Kadijk        | Heleen Crielaard / Lilian Crielaard         | Pauline Maurice / Lisette van de Ven                               |
| 1997 | Rebekka Kadijk / Debora Schoon-Kadijk        | Pauline Maurice / Lisette van de Ven        | Vera Damen / Mascha van Wijnen                                     |
| 1996 | Debora Schoon-Kadijk / Lisette van de Ven    | Heleen Crielaard / Judith Drenth            | Mareille te Winkel / Mascha van Wijnen                             |
| 1995 | Debora Schoon-Kadijk / Lisette van de Ven    | Claire Paterson / Masha van Wijnen          | Heleen Crielaard / Judith Drenth                                   |
| 1994 | Debora Schoon-Kadijk / Lisette van de Ven    | Heleen Crielaard / Lilian Crielaard         | Karin Janmaat / Mascha van Wijnen                                  |
| 1993 | Simone Kooy / Claire Paterson                | Heleen Crielaard / Lilian Crielaard         | -                                                                  |
| 1992 | Hetty Vermeulen / Mareille te Winkel         | Judith Drenth / Madelon Maurice             | Simone Kooy / Claire Paterson                                      |
| 1991 | Marjolein de Jong / Henriëtte Weersing       | Erna Brinkman / Aafke Hament                | Heleen Crielaard / Ingrid Piersma Janice Johnson / Martje de Vries |
| 1990 | Heleen Crielaard / Claire Patterson          | Marian Hagen / Patty Schenker               | Trea Brockhoff / Juliëtte Veenman                                  |
| 1989 | Marian Hagen / Sandra Teunis                 | Activia                                     | Letro / Oikos                                                      |

### Meest succesvolle vrouwen individueel (top 5)
|   | Naam                 | Jaren                                                                  | Medailles                                                                                     | Totaal |
| - | -------------------- | ---------------------------------------------------------------------- | --------------------------------------------------------------------------------------------- | ------ |
| 1 | Rebekka Kadijk       | 1997, 1998, 1999, 2000, 2001, 2002, 2003, 2004, 2005, 2006, 2011       | Goud · Goud · Goud · Goud · Goud · Goud · Zilver · Goud · Goud · Goud · Brons                 | 11     |
| 2 | Debora Schoon-Kadijk | 1994, 1995, 1996, 1997, 1998, 1999, 2000                               | Goud · Goud · Goud · Goud · Goud · Goud · Goud                                                | 7      |
| 3 | Marleen van Iersel   | 2007, 2009, 2010, 2013, 2014, 2017, 2018, 2019, 2020                   | Goud · Goud · Goud · Goud · Goud · Brons · Goud · Zilver · Brons                              | 9      |
| 4 | Sanne Keizer         | 2003, 2004, 2005, 2006, 2007, 2008, 2009, 2010, 2013, 2014, 2017, 2020 | Goud · Zilver · Zilver · Zilver · Zilver · Goud · Goud · Goud · Goud · Brons · Brons · Zilver | 12     |
| 5 | Marrit Leenstra      | 2001, 2002, 2003, 2004, 2005, 2006                                     | Goud · Goud · Zilver · Goud · Zilver · Zilver                                                 | 6      |
| 5 | Madelein Meppelink   | 2008, 2009, 2010, 2012, 2014, 2017, 2020                               | Brons · Brons · Zilver · Goud · Goud · Goud · Zilver                                          | 7      |

## Medaillewinnaars mannen
| Jaar | · Goud                                         | · Zilver                                  | · Brons                                                     |
| ---- | ---------------------------------------------- | ----------------------------------------- | ----------------------------------------------------------- |
| 2024 | Stefan Boermans / Yorick de Groot (S1)         | Steven van de Velde / Matthew Immers (S2) | Alexander Brouwer / Ruben Penninga (S3)                     |
| 2023 | Sam van der Loo / Steven van de Velde (S1)     | Thijs Nijeboer / Mart van Werkhoven (S3)  | Leon Luini / Erik Nijland (S2)                              |
| 2022 | Steven van de Velde / Mart van Werkhoven (S1)  | Dirk Boehlé / Mees Sengers (S2)           | Jannes van der Ham / Thijs Nijeboer (S3)                    |
| 2021 | Stefan Boermans / Yorick de Groot (S1)         | Thijmen Heemskerk / Erik Nijland (S4)     | Christiaan Varenhorst / Steven van de Velde (S2)            |
| 2020 | Jasper Bouter / Ruben Penninga (S3)            | Stefan Boermans / Yorick de Groot (S4)    | Alexander Brouwer / Robert Meeuwsen (S1)                    |
| 2019 | Alexander Brouwer / Christiaan Varenhorst (S1) | Stefan Boermans / Dirk Boehlé (S4)        | Jasper Bouter / Ruben Penninga (S2)                         |
| 2018 | Steven van de Velde / Dirk Boehlé (S2)         | Tom van Steenis / Ruben Penninga (S3)     | Eagernell Dearney de Cuba / Bas Verpoorten (S6)             |
| 2017 | Jasper Bouter / Christiaan Varenhorst (S2)     | Dirk Boehlé / Steven van de Velde (S5)    | Alexander Brouwer / Robert Meeuwsen (S1)                    |
| 2016 | Wessel Keemink / Sven Vismans (S23)            | Mees Blom / Ruben Penninga (S3)           | Jasper Bouter / Tom van Steenis (S1)                        |
| 2015 | Dirk Boehlé / Steven van de Velde (S6)         | Wessel Keemink / Sven Vismans (S2)        | Tim Oude Elferink / Daan Spijkers (S1)                      |
| 2014 | Alexander Brouwer / Robert Meeuwsen (S1)       | Tim Oude Elferink / Sven Vismans (S4)     | Reinder Nummerdor / Steven van de Velde (S7)                |
| 2013 | Alexander Brouwer / Robert Meeuwsen (S1)       | Reinder Nummerdor / Richard Schuil (S4)   | Jon Stiekema / Christiaan Varenhorst (S1)                   |
| 2012 | Alexander Brouwer / Robert Meeuwsen (S3)       | Jon Stiekema / Christiaan Varenhorst (S2) | Emiel Boersma / Daan Spijkers (S1)                          |
| 2011 | Reinder Nummerdor / Richard Schuil (S1)        | Emiel Boersma / Daan Spijkers (S5)        | Alexander Brouwer / Robert Meeuwsen (S2)                    |
| 2010 | Reinder Nummerdor / Richard Schuil (S1)        | Emiel Boersma / Daan Spijkers (S2)        | Jon Stiekema / Christiaan Varenhorst (S4)                   |
| 2009 | Reinder Nummerdor / Richard Schuil (S1)        | Niels van de Sande / Daan Spijkers (S4)   | Emiel Boersma / Jorn Huiskamp (S3)                          |
| 2008 | Reinder Nummerdor / Richard Schuil (S1)        | Emiel Boersma / Bram Ronnes (S5)          | Niels van de Sande / Daan Spijkers (S2)                     |
| 2007 | Reinder Nummerdor / Richard Schuil             | Emiel Boersma / Bram Ronnes               | Jochem de Gruijter / Gijs Ronnes                            |
| 2006 | Jochem de Gruijter / Gijs Ronnes               | Reinder Nummerdor / Richard Schuil        | Emiel Boersma / Mathijs Mast                                |
| 2005 | Emiel Boersma / Bram Ronnes                    | Richard de Kogel / Richard Rademaker      | Max Backer / Timko Lokerse                                  |
| 2004 | Jochem de Gruijter / Gijs Ronnes               | Max Backer / Emiel Boersma                | Richard de Kogel / Rick Wiggers                             |
| 2003 | Jochem de Gruijter / Gijs Ronnes               | Richard de Kogel / Sander Mulder          | Max Backer / Emiel Boersma                                  |
| 2002 | Richard de Kogel / Sander Mulder               | Max Backer / Gijs Ronnes                  | Emiel Boersma / Bram Ronnes                                 |
| 2001 | Matijs Dekker / Joost van der Hoek             | Richard de Kogel / Sander Mulder          | Max Backer / Gijs Ronnes                                    |
| 2000 | Ferry van Hal / Jaap Vos                       | Max Backer / Gijs Ronnes                  | Matijs Dekker / Joost van der Hoek                          |
| 1999 | Richard de Kogel / Bjorn Peijnenburg           | Arne Arens / Jaap Vos                     | Michel Everaert / Sander Mulder                             |
| 1998 | Michel Everaert / Sander Mulder                | Matijs Dekker / Joost van der Hoek        | Arne Arens / Jaap Vos                                       |
| 1997 | Michel Everaert / Sander Mulder                | Marko Klok / Michiel van der Kuip         | Remco Boonstra / Arno van Solkema                           |
| 1996 | Michel Everaert / Sander Mulder                | Matijs Dekker / Joost van der Hoek        | Marko Klok / Michiel van der Kuip                           |
| 1995 | Ferry van Hal / Jaap Vos                       | Marko Klok / Michiel van der Kuip         | Victor Artamonov / Bas van Rossem                           |
| 1994 | Michel Everaert / Sander Mulder                | Ferry van Hal / John Stubbe               | Arne Arens / Arjen van Veen                                 |
| 1993 | Michel Everaert / Bas van Rossem               | Casper Groenhuyzen / Simon Schilp         | -                                                           |
| 1992 | Paul Hamelink / John Stubbe                    | Erik Gras / Marko Klok                    | Jan Clardeij / Don Verdonck                                 |
| 1991 | Paul Hamelink / John Stubbe                    | Markus Hoff / Edger Tinkhof               | Ronald Kooyman / Don Verdonck Jan Clardey / Michel Everaert |
| 1990 | Markus Hoff / Edger Tinkhof                    | Paul Hamelink / John Stubbe               | Olof van der Meulen / Jan Posthuma                          |
| 1989 | Markus Hoff / Edger Tinkhof                    | Rini Boutens / Peter Paul Everaert        | Joop Dees / Peter Verburg                                   |

### Meest succesvolle mannen individueel (top 5)
|   | Naam              | Jaren                                          | Medailles                                                  | Totaal |
| - | ----------------- | ---------------------------------------------- | ---------------------------------------------------------- | ------ |
| 1 | Reinder Nummerdor | 2006, 2007, 2008, 2009, 2010, 2011, 2013, 2014 | Zilver · Goud · Goud · Goud · Goud · Goud · Zilver · Brons | 8      |
| 1 | Sander Mulder     | 1994, 1996, 1997, 1998, 1999, 2001, 2002, 2003 | Goud · Goud · Goud · Goud · Brons · Zilver · Goud · Zilver | 8      |
| 3 | Richard Schuil    | 2006, 2007, 2008, 2009, 2010, 2011, 2013       | Zilver · Goud · Goud · Goud · Goud · Goud · Zilver         | 7      |
| 3 | Michel Everaert   | 1991, 1993, 1994, 1996, 1997, 1998, 1999       | Brons · Goud · Goud · Goud · Goud · Goud · Brons           | 7      |
| 3 | Alexander Brouwer | 2011 , 2012, 2013, 2014, 2017, 2019, 2020      | Brons · Goud · Goud · Goud · Brons · Goud · Brons          | 7      |